# Basselinia tomentosa
Basselinia tomentosa es una especie de palmera originaria de Nueva Caledonia en el bosque más o menos abierto.

## Descripción
Es una palmera que alcanza un tamaño de 20 m de altura, con un tronco marrón, de hasta 25 cm de diámetro, robusto y con las cicatrices de las hojas desprendidas apenas marcadas. La inflorescencia sale de debajo de capitel. Hojas erectas muy completas, diametralmente opuestas, con pinnas iguales. Las hojas, de 5 a 10 por corona, de 7-70 cm de largo, con 10-11 foliolos, coriáceas y brillantes, de color verde oscuro por encima, verde pálido por debajo, la vaina 12 a 20 cm de largo, de color rojo oscuro a púrpura oscuro en el exterior, primero cubierto de escamas negruzcas y glabras.

## Taxonomía
Basselinia tomentosa fue descrito por Odoardo Beccari y publicado en Webbia 5: 141. 1921.
Etimología
Basselinia: nombre genérico otorgado en honor del poeta francés Olivier Basselin (1400–1450).
tomentosa: epíteto latino que significa "tomentosa, lanuda".